# Brenda Milner
Brenda Milner (nacida el 15 de julio de 1918 en Mánchester, Reino Unido) es una neuropsicóloga británico-canadiense que ha contribuido ampliamente a la investigación científica en varios campos de la neuropsicología clínica, a veces referida como "la fundadora de la neuropsicología". Milner era profesora en el Department of Neurology and Neurosurgery en la Universidad McGil de Montreal y profesora de Psicología en el Montreal Neurological Institute. Ha recibido más de 20 doctorados honoris causa y trabajó hasta sus noventa años. Su investigación actual explora la interacción entre los hemisferios izquierdo y derecho del cerebro. A Milner se la ha considerado como la fundadora de la neuropsicología, y su trabajo ha sido clave en el desarrollo de esta disciplina. En 2014 recibió el Kavli Prize in Neuroscience “por el descubrimiento de las redes cerebrales especializadas en la memoria y cognición", junto a John O’Keefe, y Marcus E. Raichle.

## Temprana edad y educación
Brenda Langford (más tarde Milner por matrimonio) nació el 15 de julio de 1918 en Mánchester, Inglaterra. El padre de Milner, Samuel Langford, era crítico musical, periodista y profesor, y su madre (née Leslie Doig) era una estudiante de canto. Aunque siendo hija de dos padres con buen talento musical, no le interesaba en absoluto la música A la edad de 6 meses, ella y su madre contrajeron la Pandemia de Influenza de 1918. Esta enfermedad mató a entre 20 y 40 millones de personas, más de las que murieron en la Primera Guerra Mundial. Afortunadamente, ella y su madre se recuperaron de esta enfermedad. Ella fue tutelada por su padre en matemáticas y artes hasta la edad de 8 años " Asistió a Withington Girls 'School lo que la llevó a asistir a Newnham College, Cambridge para estudiar matemáticas, obteniendo una beca en 1936. Brenda fue una de las 400 mujeres en ser admitidas en esta prestigiosa escuela en ese momento. Sin embargo, al darse cuenta de que no era lo suficientemente "perceptiva" para las matemáticas, Milner cambió su campo de estudio a la psicología. En 1939, Milner se graduó con una licenciatura en psicología experimental,  que en ese momento se consideraba una ciencia moral.
Su supervisor en Cambridge era Oliver Zangwill y a él le debía su primer interés en la función cerebral humana, y el valor de estudiar las lesiones cerebrales. Oliver Zangwill se graduó en Cambridge con honores de primera clase con distinción especial. "Inmediatamente comenzó la investigación de posgrado con Frederic Bartlett, quien era por entonces el primer Profesor de Psicología Experimental de Cambridge". La carrera de Zangwill con Bartlett le ganó una reputación honorable. "Trabajar con Bartlett fue de gran importancia para la carrera de Zangwill, ya que Bartlett tuvo un efecto extraordinariamente poderoso en la forma de la psicología académica británica".
Milner recibió una beca de investigación de Sarah Smithson en Newnham College después de graduarse cerca de la Segunda Guerra Mundial, lo que le permitió asistir a Newnham durante los siguientes dos años. Como resultado de la Segunda Guerra Mundial, el trabajo del Laboratorio de Psicología de Cambridge, bajo el liderazgo de Bartlett, se desvió casi de la noche a la mañana a la investigación aplicada en la selección de tripulación aérea. La posición de Milner en esto fue diseñar tareas de percepción para uso futuro en la selección de tripulantes. Más específicamente, ella estaba en un equipo interesado en distinguir a los pilotos de combate de los pilotos de bombarderos mediante pruebas de aptitud. "Más adelante en la guerra, de 1941 a 1944, trabajó en Malvern como Oficial Experimental para el Ministerio de Suministros, investigando diferentes métodos de visualización y control para ser utilizados por los operadores de radar".
En 1941, Brenda conoció a su esposo, Peter Milner.  Tanto Brenda como su esposo estaban trabajando en la investigación del radar. Era un ingeniero en electrónica,  que también había sido reclutado para el esfuerzo de guerra. En 1944 se casaron y se fueron de Inglaterra a Canadá después de que Peter había sido invitado a trabajar con físicos en la investigación atómica. Ella y su esposo viajaron de Inglaterra a Boston en el barco de la reina Isabel. Viajaron con "novias de guerra" que viajaban a los Estados Unidos para vivir con las familias de sus maridos durante la guerra. Tras la llegada de ella y su esposo a Canadá, comenzó a enseñar psicología en la Universidad de Montreal, donde permaneció durante 7 años.
Brenda Milner se graduó con una maestría en psicología experimental en 1949. En Montreal, se convirtió en Ph.D. candidato a psicofisiología en la Universidad McGill, bajo la dirección del distinguido Dr. Donald Olding Hebb. Mientras trabajaban en su doctorado, Milner y Hebb presentaron una investigación sobre su paciente P.B. que se había sometido a una lobectomía temporal medial y tenía un deterioro de la memoria posterior. Esto atrajo la atención del Dr. Wilder Penfield. En 1950, Hebb le dio a Milner la oportunidad de estudiar con el Dr. Wilder Penfield en el Instituto Neurológico de Montreal. Junto a Penfield, estudió el comportamiento de los pacientes adultos jóvenes epilépticos tratados con ablación focal efectiva del tejido cerebral para tratar las convulsiones no controladas. En 1952, Milner obtuvo su Ph.D. en psicología experimental. Para su tesis, Milner estudió la lateralización de la función del lóbulo temporal. Además, Milner obtuvo su D.Sc. En psicología experimental de la Universidad de Cambridge. En total, se le han otorgado títulos honoríficos de más de 20 universidades diferentes en Canadá, Europa y los Estados Unidos.

## Carrera profesional
Milner publicó un artículo en el Boletín Psicológico de la Universidad McGill en 1954 titulado "Función intelectual de los lóbulos temporales"; dentro de esta publicación, ella reveló que el daño del lóbulo temporal puede causar cambios emocionales e intelectuales en los humanos y en los primates inferiores. En este trabajo, Milner revisó los estudios en animales de la función neural y los comparó con el trabajo de neurociencia humana. Su publicación desalentó a muchos neurocirujanos a completar cirugías en seres humanos que podrían tener un impacto negativo en sus vidas. "El trabajo inicial de Milner sobre los lóbulos temporales se vio influenciado por los resultados del trabajo de ablación con primates inferiores, y particularmente por el descubrimiento de Mishkin y Pribram del papel del neocórtex inferotemporal en el aprendizaje de la discriminación visual".
Milner fue una pionera en el campo de la neuropsicología y en el estudio de la memoria y otras funciones cognitivas en la humanidad. Estudió los efectos del daño en el lóbulo temporal medial en la memoria y describió sistemáticamente los déficits en el paciente más famoso en neurociencia cognitiva, Henry Molaison, anteriormente conocido como paciente H.M. Aunque no pudo recordar nuevos eventos, sí pudo aprender nuevas habilidades motoras. Milner fue invitada a Hartford para estudiar H.M., "que se había sometido a una lobectomía temporal bilateral que incluía la extirpación de partes importantes del hipocampo".
En las primeras etapas de su trabajo con H.M., Milner quería entender completamente sus problemas de memoria. La Dra. Milner demostró que el síndrome amnésico del lóbulo temporal medial se caracteriza por la incapacidad de adquirir nuevos recuerdos y la incapacidad de recordar los recuerdos establecidos desde algunos años inmediatamente antes del daño, mientras que los recuerdos del pasado más remoto y otras capacidades cognitivas, incluido el lenguaje La percepción y el razonamiento estaban intactos. Por ejemplo, Milner pasó tres días con H.M. a medida que aprendía una nueva tarea perceptiva-motriz para determinar qué tipo de aprendizaje y memoria estaban intactos en él. Esta tarea implicaba reproducir el dibujo de una estrella mirándolo en un espejo. Su desempeño mejoró durante esos tres días. Sin embargo, no conservó ningún recuerdo de los eventos que tuvieron lugar durante esos tres días. Esto llevó a Milner a especular que hay diferentes tipos de aprendizaje y memoria, cada uno dependiente de un sistema separado del cerebro. Ella pudo demostrar dos sistemas de memoria diferentes: la memoria episódica y la memoria de procedimiento.
Milner descubrió de H.M. y otros estudios de casos que "la resección bilateral medial del lóbulo temporal en el hombre produce un deterioro persistente de la memoria reciente cada vez que la extracción se realiza lo suficientemente hacia atrás para dañar partes del hipocampo anterior y el giro del hipocampo". Ella mostró que en los pacientes con este síndrome, la capacidad de aprender ciertas habilidades motoras seguía siendo habituales.
Este hallazgo introdujo el concepto de sistemas de memoria múltiple en el cerebro y estimuló un enorme cuerpo de investigación. Milner declaró en una entrevista con el McGill Journal of Medicine: "Ver que HM había aprendido la tarea a la perfección, pero sin ningún conocimiento de que lo había hecho antes, fue una disociación increíble. Si quiere saber cuál fue el momento más emocionante de mi vida. la vida, esa era una ".
Ella ha realizado importantes contribuciones a la comprensión del papel de los lóbulos frontales en el procesamiento de la memoria, en el área de organización de la información. "La investigación seminal de la Dra. Milner ha proporcionado muchos descubrimientos históricos en el estudio de la memoria humana y los lóbulos temporales del cerebro, que desempeñan un papel clave en las respuestas emocionales, la audición, la memoria y el habla".
Ella demostró el papel crítico de la corteza frontal dorso lateral para la organización temporal de la memoria y su trabajo demostró que existe una inseparabilidad parcial de los circuitos neuronales que sirven a la memoria de reconocimiento de aquellos que medían la memoria para el orden temporal. Describió la inflexibilidad en la resolución de problemas que ahora es ampliamente reconocida como una consecuencia común de la lesión del lóbulo frontal. Estos refinamientos en la comprensión de la memoria y la exposición de las regiones relevantes del cerebro revelaron la naturaleza difusa de las funciones cognitivas complejas en el cerebro.
Milner ayudó a describir la lateralización de la función en el cerebro humano y ha demostrado cómo la representación del lenguaje en los hemisferios cerebrales puede variar en individuos zurdos, diestros y ambidiestros. Estos estudios de la relación entre la preferencia de las manos y la lateralización del habla llevaron a una comprensión de los efectos de las lesiones cerebrales unilaterales tempranas en el patrón de organización cerebral en la madurez. Sus estudios fueron de los primeros en demostrar de manera convincente que el daño al cerebro puede llevar a una reorganización funcional dramática.
Utilizó sus numerosos y principales premios, Milner donó 1 millón de dólares para el Instituto Neurológico de Montreal en 2007, después de establecer su fundación en su nombre.

## Vida actual e investigaciones
Actualmente centenario, Milner sigue enseñando e investigando. Es profesora Dorothy J. Killam en el Instituto de Neurología de Montreal y profesora en el Departamento de Neurología y Neurocirugía de la Universidad de McGill. Una de las colaboradoras actuales de Milner es Denise Klein, profesora asistente en la unidad de Neurología / Neurociencia Cognitiva en McGill. Su investigación sobre el bilingüismo implica investigar la diferencia en las vías neuronales utilizadas para adquirir idiomas nuevos y lenguajes nativos.
Recientemente, ella extendió su investigación al estudio de la actividad cerebral en sujetos normales utilizando imágenes de resonancia magnética funcional (IRMf) y tomografía por emisión de positrones (PET). Estos estudios se centran en la identificación de regiones del cerebro asociadas con la memoria espacial y el lenguaje, incluidos los sustratos neuronales del procesamiento del habla monolingüe y bilingüe. En otra serie de estudios PET, ella ha tratado de delinear aún más el papel de la región hipocampal derecha en la memoria para la ubicación espacial de los objetos.
En 2018, Milner celebró su cumpleaños número 100 en Montreal con unos 30 amigos, entre ellos la investigadora Dra. Denise Klein. Aunque nunca esperó alcanzar esta edad, Milner afirmó que tiene "toda la intención de continuar por muchos más cumpleaños".
El Instituto Neurológico de Montreal también celebrará un simposio en septiembre de 2018 para celebrar sus logros. Ese mismo año, Milner participó en una serie de videos, lanzada por el Instituto Neurológico de Montreal, dedicada a la promoción de mujeres científicas e investigadoras. Durante la entrevista, Milner habló sobre sus primeros años y dio una visión general de su carrera.

## Reconocimientos y honores
Milner ha recibido numerosos premios por sus contribuciones a la neurociencia y la psicología, incluidas las membresías en la Royal Society de Londres, la Royal Society de Canadá y la Academia Nacional de Ciencias.
Al principio, Milner recibió una beca de investigación Sarah Smithson en Newnham College, Cambridge, después de su graduación, que le permitió asistir a Newnham. En 1984, Milner fue nombrada Oficial de la Orden de Canadá y fue ascendida a Acompañante en 2004. En 1987, recibió el Premio Ralph W. Gerard en Neurociencia. También recibió el Premio de la Academia Nacional de Ciencias en Neurociencias en 2004 por sus investigaciones seminales sobre el papel de los lóbulos temporales y otras regiones del cerebro en el aprendizaje, la memoria y el lenguaje. En 1985, fue nombrada Oficial de la Orden Nacional de Quebec y fue promovida a Gran Oficial en 2009. Fue elegida miembro honorario extranjero de la Academia Americana de Artes y Ciencias en 2007. Fue galardonada con el Premio Balzan por sus contribuciones a las neurociencias cognitivas en una ceremonia celebrada en el Parlamento suizo en diciembre de 2009.
Milner recibió el premio Kavli de neurociencia en 2014. Otros premios y reconocimientos incluyen: Elegido para la Academia Nacional de Ciencias (1976), Elegido para la Academia Americana de Artes y Ciencias (2005), Premio Dan David (2014), Premio Hommage du 50e anniversaire de l'Ordre des psychologues de Quebec ( 2014), incluido en el Salón de la Fama de Ciencia e Ingeniería de Canadá (2012), galardonado con una medalla de honor de la Asamblea Nacional de Quebec (2018), Premio Pearl Meister Greengard (2011), Premio de por vida de Norman A. Anderson Premio (2010), Premio Goldman-Rakic por Logros sobresalientes en neurociencia cognitiva por NARSAD (2009), Medalla de Excelencia NSERC (2009 y 2010), Premio Internacional de la Fundación Gairdner (2005), Premio Wilder-Penfield (Premio Prix du Quebec) (1993 ), Fellow, Royal Society of London, Fellow, Royal Society of Canada.